# Anthoceros agrestis
Anthoceros agrestis là một loài rêu trong họ Anthocerotaceae. Loài này được Paton mô tả khoa học đầu tiên năm 1979.